# Матчи СССР — США по лёгкой атлетике
Матчи СССР — США по лёгкой атлетике (англ. USA—USSR Dual Track Meet Series) проводились с 1958 по 1982 год поочерёдно в СССР и США; последний матч состоялся в 1985 году в Токио в рамках матча СССР — США — Япония.
Очки в каждом виде программы начислялись следующим образом: 1-е место — 5, 2-е место — 3, 3-е место — 2, 4-е место — 1, не закончившие дистанцию или не выполнившие ни одной зачётной попытки в прыжках и метаниях — 0.
В программу входили олимпийские дисциплины (в 1974 году эстафеты прошли на ярдовых дистанциях), за исключением мужских марафона, ходьбы на 50 км и женского пятиборья. С 1974 года мужское десятиборье также было исключено, и по многоборью проводились отдельные матчи.

## История
Договорённость о проведении легкоатлетических матчей СССР — США была достигнута во время летних Олимпийских игр 1956.
Первые матчи вызвали огромный интерес и получили в прессе название «матчи гигантов». О первом матче 1958 года на ЦСДФ был снят получасовой документальный фильм (режиссёр — А. Я. Рыбакова). На матче 1963 года присутствовал Н. С. Хрущёв — его пригласил приехавший в Москву для переговоров Аверелл Гарриман.
О том, насколько важное значение придавалось их организации и проведению обеими сторонами, могут служить отзывы в американской прессе о них как о «величайших матчах в мире» (world’s greatest dual meet) и заявления главного тренера сборной СССР Г. В. Коробкова о том, что «эти матчевые встречи с США для нас важнее Олимпийских игр»

Летом 1966 года встречи прервались в связи с эскалацией войны во Вьетнаме. Но уже в январе 1968 года, на 80-й ежегодной конференции Союза спортсменов-любителей США (AAU) в Новом Орлеане, президент союза Дэвид Мэтлин выступил с официальным заявлением о том, что союз намерен в дальнейшем организовывать двусторонние спортивные мероприятия с советскими спортсменами, что означало продолжение серии встреч.

## Спортивные результаты
| СССР — США |                     |                  |                                             |                                             |                                             |
| Год        | Дата                | Место проведения | Общий зачёт                                 | Мужчины                                     | Женщины                                     |
| 1958       | 27—28 июля          | Москва           | 172:170                                     | 109:126                                     | 63:44                                       |
| 1959       | 18—19 июля          | Филадельфия      | 175:167                                     | 108:121                                     | 67:40                                       |
| 1961       | 15—16 июля          | Москва           | 179:163                                     | 111:124                                     | 68:39                                       |
| 1962       | 21—22 июля          | Стэнфорд         | 173:169                                     | 107:128                                     | 66:41                                       |
| 1963       | 27—28 июля          | Москва           | 189:147                                     | 114:119                                     | 75:28                                       |
| 1964       | 25—26 июля          | Лос-Анджелес     | 156:187                                     | 97:139                                      | 59:48                                       |
| 1965       | 31 июля — 1 августа | Киев             | 181,5:155,5                                 | 118:112                                     | 63,5:43,5                                   |
| 1966       | 23—24 июля          | Лос-Анджелес     | встреча отменена советской стороной 10 июля | встреча отменена советской стороной 10 июля | встреча отменена советской стороной 10 июля |
| 1969       | 18—19 июля          | Лос-Анджелес     | 177:195                                     | 110:125                                     | 67:70                                       |
| 1970       | 23—24 июля          | Ленинград        | 200:173                                     | 122:114                                     | 78:59                                       |
| 1971       | 18—19 июля          | Беркли           | 186:186                                     | 110:126                                     | 76:60                                       |
| 1973       | 23—24 июля          | Минск            | 216:163                                     | 121:112                                     | 95:51                                       |
| 1974       | 5—6 июля            | Дарем            | 192:184                                     | 102:117                                     | 90:67                                       |
| 1975       | 4—5 июля            | Киев             | 225:138                                     | 129:89                                      | 96:49                                       |
| 1976       | 6—7 августа         | Вашингтон        | 211:157                                     | 107:115                                     | 104:42                                      |
| 1977       | 1—2 июля            | Сочи             | 207:171                                     | 118:105                                     | 89:66                                       |
| 1978       | 7—8 июля            | Беркли           | 177:190                                     | 102:119                                     | 75:71                                       |
| 1981       | 10—11 июля          | Ленинград        | 204:178                                     | 105:118                                     | 99:60                                       |
| 1982       | 2—3 июля            | Индианаполис     | 207:167                                     | 118:100                                     | 89:67                                       |
| 1985       | 21—22 сентября      | Токио            | 221:164                                     | 104:114                                     | 117:50                                      |

| СССР — США |           |                  |                                  |             |         |         |
| Год        | Дата      | Место проведения | Арена                            | Общий зачёт | Мужчины | Женщины |
| 1972       | 17 марта  | Ричмонд          | Richmond Coliseum                | 112:131     | 69:79   | 43:54   |
| 1973       | 16 марта  | Ричмонд          | Richmond Coliseum                | 146:141     | 84:76   | 62:65   |
| 1974       | 2 марта   | Москва           | Стадион братьев Знаменских       | 163:126     | 89:72   | 74:65   |
| 1975       | 3 марта   | Ричмонд          | Richmond Coliseum                | 106:171     | 98:62   | 44:73   |
| 1976       | 6 марта   | Ленинград        | Зимний стадион                   | 171:117     | 96:64   | 75:53   |
| 1977       | 3–4 марта | Торонто          | Maple Leaf Gardens               | 120:159     | 69:90   | 51:69   |
| 1979       | 3 марта   | Форт-Уэрт        | Tarrant County Convention Center | 118:121     | 66:75   | 52:46   |

| Рекорды мира | Рекорды мира | Рекорды мира    | Рекорды мира      | Рекорды мира |
| ------------ | ------------ | --------------- | ----------------- | ------------ |
| 1958         | мужчины      | тройной прыжок  | Олег Ряховский    | 16,59 м      |
|              |              | десятиборье     | Рэфер Джонсон     | 8302         |
| 1961         | мужчины      | 4×400 м         | сборная           | 3.08,8       |
|              |              | прыжки в высоту | Валерий Брумель   | 2,24 м       |
|              |              | прыжки в длину  | Ральф Бостон      | 8,28 м       |
|              | женщины      | 4×100 м         | сборная           | 44,3         |
|              |              | прыжки в длину  | Татьяна Щелканова | 6,48 м       |
|              |              | метание диска   | Тамара Пресс      | 57,43 м      |
| 1962         | мужчины      | прыжки в высоту | Валерий Брумель   | 2,26 м       |
|              |              | метание молота  | Харольд Конноли   | 70,67 м      |
| 1963         | мужчины      | прыжки в высоту | Валерий Брумель   | 2,28 м       |
| 1964         | мужчины      | прыжки с шестом | Фред Хансен       | 5,28 м       |
|              |              | толкание ядра   | Даллас Лонг       | 20,67 м      |
| 1965         | женщины      | 100 м           | Вайомия Тайес     | 11,1         |
| 1974         | женщины      | 3000 м          | Людмила Брагина   | 8.52,74      |
|              |              | 4×440 ярдов     | сборная           | 3.34,28      |
| 1976         | женщины      | 3000 м          | Людмила Брагина   | 8.27,12      |

На наибольшем количестве матчей выигрывали индивидуальные виды
Мужчины:
- Владимир Голубничий — 6 — 1959, 1962, 1964, 1969—1970, 1976 — ходьба 20 км
- Виктор Санеев — 6 — 1969, 1971, 1973—1976 — тройной прыжок
- Валерий Брумель — 5 — 1961—1965 — прыжки в высоту
- Ян Лусис — 5 — 1962—1965, 1969 — метание копья
- Ральф Бостон — 4 — 1961—1963, 1965 — прыжки в длину

Женщины:
- Таисия Ченчик — 6 — 1958—1959, 1961—1963, 1965 — прыжки в высоту
- Тамара Пресс — 6 — 1959 — толкание ядра, 1961—1965 — толкание ядра, метание диска
- Надежда Чижова — 6 — 1969—1971, 1973—1974, 1976 — толкание ядра
- Фаина Мельник — 6 — 1971, 1973—1974, 1976—1978 — метание диска
- Людмила Брагина — 5 — 1969—1970, 1973 — бег 1500 м, 1974, 1976 — бег 3000 м
- Татьяна Щелканова — 4 — 1961—1963, 1965 — прыжки в длину
- Ирина Пресс — 4 — 1961—1963, 1965 — бег 80 м с барьерами
- Эльвира Озолина — 4 — 1961—1963, 1973 — метание копья